# Gereformeerde kerk (Colijnsplaat)
De Gereformeerde kerk is een voormalig kerkgebouw in de Noord-Bevelandse plaats Colijnsplaat, gelegen aan de Beatrixstraat. De kerk uit 1870 werd in 1967 ingrijpend verbouwd en in 2005 buiten gebruik gesteld. Sindsdien is het gebouw in gebruik als woonhuis.

## Geschiedenis
Op 20 juni 1862 werd in Colijnsplaat een Christelijke Afgescheiden gemeente opgericht. Diensten werden gehouden in een gehuurd voormalig koetshuis, dat in 1866 werd aangekocht. Het gebouw werd te klein en in 1870 werd een stuk grond aan de Beatrixstraat gekocht waarop een nieuwe kerk werd gebouwd. Het betrof een zaalkerk, ontworpen in neogotische stijl. In het begin van de 20e eeuw scheidde een deel van de gemeente zich af als vrije Oud Gereformeerde Kerk.
In 1903 werd een orgel besteld bij orgelbouwer A.S.J. Dekker uit Goes. Eind 1903 werd het orgel geplaatst, maar vanwege vochtproblemen moest er in januari 1904 een kachel geplaatst worden. In 1916 was het orgel al gebrekkig en nadat restauratie werd afgeraden, werd besloten een nieuw orgel te kopen. Doordat er geen koper voor het oude orgel werd gevonden, besloot de gemeente om het orgel toch te blijven gebruiken. In april 1919 was het orgel dermate slecht dat een commissie werd aangesteld die een nieuw orgel bestelde, opnieuw bij de firma Dekker. In 1919 werd het oude orgel verkocht aan de Sint-Nicolaaskerk in Drogeham. In augustus 1920 werd het nieuwe orgel in gebruik genomen.
In 1967 werd de kerk ingrijpend verbouwd en gemoderniseerd naar een ontwerp van de architecten Steen en Tuinhof. De neogotische voorgevel werd vervangen.
Na een fusie van de gereformeerde en hervormde gemeente van Colijnsplaat in 2003, in het kader van het Samen op Weg-proces, werd de kerk eind 2005 buiten gebruik gesteld. Hierna werd het gebouw verbouwd tot woonhuis. Het orgel werd uit de kerk gehaald en de kas en het pijpwerk werden afzonderlijk verkocht.